# Banjo-Kazooie (série)
Banjo-Kazooie é uma série de jogos de plataforma desenvolvida pela Rare, uma empresa britânica. Os jogos apresentam um urso macho chamado Banjo e seu amigo, uma grande ave vermelha fêmea chamada Kazooie, ambos controlados pelo jogador. Banjo originalmente fez sua estréia como personagem jogável em 1997 como parte do elenco de Diddy Kong Racing. Ao longo dos vários jogos, eles têm a tarefa de frustrar os vários esquemas malignos de uma bruxa chamada Gruntilda. O primeiro jogo, Banjo-Kazooie, foi lançado em 1998 com aclamação da crítica e foi seguido por três sequências e um jogo de corrida spin-off.
A franquia estreou no Nintendo 64 e as entradas subsequentes da série também apareceram no Game Boy Advance e no Xbox 360. Os três títulos principais foram lançados no Xbox One como parte do Rare Replay. A franquia está em grande parte adormecida desde o lançamento de Banjo-Kazooie: Nuts & Bolts em 2008. No entanto, Banjo e Kazooie fizeram aparições ocasionais em títulos crossover posteriores, como a série All-Stars Racing da Sega e a série Super Smash Bros. da Nintendo.

## Console

### Banjo-Kazooie(1998)
Banjo-Kazooie foi lançado em 29 de junho de 1998 para o Nintendo 64, relançado em 2008 para o Xbox 360 via Xbox Live Arcade e está disponível no Nintendo Switch via Nintendo Switch Online. Em uma região chamada Spiral Mountain, a irmã de Banjo, Tooty, é sequestrada pela bruxa Gruntilda, que quer roubar a beleza de Tooty para si mesma, e Banjo e Kazooie devem salvá-la. O objetivo é progredir pelo covil de Gruntilda e pelos vários mundos dentro dele, coletar itens como peças de quebra-cabeça douradas e notas musicais que permitem que Banjo e Kazooie progridam em sua missão e derrotem Gruntilda. Na batalha final, ela é derrubada de seu covil semelhante a um castelo e fica presa sob uma pedra. O jogo tem um foco central em desafios de plataforma 3D, em conjunto com elementos de jogo de ação e aventura, bem como uma grande variedade de quebra-cabeças.

### Banjo-Tooie(2000)
Banjo-Tooie foi lançado em 2000 para o Nintendo 64, relançado em 2009 para o Xbox 360 via Xbox Live Arcade e está disponível no Nintendo Switch via Nintendo Switch Online. Dois anos após Banjo e Kazooie derrotarem Gruntilda no antecessor do jogo, duas de suas irmãs chegam e a libertam de baixo da pedra. Agora reduzida a um esqueleto, Gruntilda planeja drenar a energia vital de todo o mundo central do jogo, a Ilha O' Hags, para se restaurar ao normal, deixando Banjo e Kazooie para impedir seus planos. Salvando o dia mais uma vez, o urso e o pássaro causam a destruição da maior parte do corpo esquelético de Gruntilda, deixando apenas seu crânio. Tooie é controverso por ser significativamente mais difícil do que o primeiro jogo, pois, além de obstáculos mais difíceis e desafios de plataforma, ele coloca uma ênfase maior na resolução de quebra-cabeças e no retrocesso, muitas vezes exigindo que o jogador revisite mundos anteriores para completá-los.  Muitos recursos não incluídos no jogo anterior aparecem, incluindo gráficos e controles aprimorados e um modo multijogador para quatro jogadores.

### Banjo-Kazooie: Nuts & Bolts(2008)
Banjo-Kazooie: Nuts & Bolts foi lançado em 2008 para o Xbox 360. A sequência final em Banjo-Tooie sugeriu que o título de um terceiro jogo seria Banjo-Threeie, com os primeiros comunicados de imprensa chamando-o provisoriamente de Banjo-Kazooie 3. Oito anos após os eventos de Tooie, Banjo e Kazooie, sob a direção do Lord of Games (L.O.G.), o grande criador de todos os videogames, competem com Gruntilda em uma série de desafios para reivindicar o controle de Spiral Mountain. O primeiro jogo Banjo-Kazooie original lançado em um sistema não Nintendo, Nuts & Bolts apresenta várias saídas dos conceitos usados pelos dois primeiros jogos, o mais notável sendo que Banjo e Kazooie devem construir veículos para controlar e completar desafios, em oposição à plataforma não linear e à resolução básica de quebra-cabeças. Essas mudanças na mecânica de jogo, juntamente com um estilo visual fortemente atualizado para o mundo e os personagens, têm sido controversas entre fãs e críticos.

## Portátil

### Banjo-Kazooie: Grunty's Revenge(2003)
Banjo-Kazooie: Grunty's Revenge foi lançado em 2003 para o Game Boy Advance. ocorrendo dois meses após Banjo-Kazooie, klungo, o capanga mais leal de gruntilda, faz um robô para o espírito de gruntilda habitar dentro. o recém-criado "mecha-grunty", infundido com o espírito transferido de gruntilda, viaja de volta no tempo para impedir o primeiro encontro de banjo e kazooie. banjo e kazooie, com a ajuda de seu amigo xamã mumbo jumbo, impedem seus planos e a enviam de volta para baixo da pedra em spiral mountain. gruntilda ordena que klungo entre em contato com suas irmãs, colocando os eventos de Banjo-Tooie em movimento, o jogo apresenta mecânicas muito semelhantes às de banjo-kazooie e banjo-tooie, mas é jogado de uma perspectiva isométrica e tem controles simplificados, uma versão para celulares foi lançada em 2004, e uma compilação para dispositivos móveis dos minijogos do jogo, intitulada Banjo-Kazooie: Grunty's Revenge Missions, foi lançada em 2005.

### Banjo-Pilot(2005)
Banjo-Pilot foi lançado em 2005 para o Game Boy Advance. Este jogo não faz parte do enredo da série, mas é um jogo de corrida semelhante ao Mario Kart em que os personagens correm aviões. O jogo foi originalmente planejado como uma sequência de Diddy Kong Racing, intitulado Diddy Kong Pilot, mas foi reformulado para apresentar personagens Banjo-Kazooie após a compra da Rare pela Microsoft.

## Relançamento
Banjo-Kazooie e Banjo-Tooie foram relançados no Xbox 360 via Xbox Live Arcade em 2008 e 2009, respectivamente. Essas versões apresentavam gráficos totalmente HD para os modelos poligonais e imagens 2D. Eles também incluíram controles revisados e o restabelecimento do recurso Stop 'N' Swop. Ambos os relançamentos foram incluídos ao lado de Banjo-Kazooie: Nuts & Bolts como parte da compilação de 30 jogos Rare Replay, lançada para Xbox One em 4 de agosto de 2015. Banjo-Kazooie foi adicionado ao Nintendo Switch Online + Expansion Pack em 20 de janeiro de 2022, marcando o primeiro relançamento da série em um console Nintendo em mais de 20 anos. Banjo-Tooie foi relançado no Nintendo Switch Online + Expansion Pack em 25 de outubro de 2024.

## Outras aparições
Antes de Banjo-Kazooie, a primeira aparição de Banjo foi como um piloto jogável em Diddy Kong Racing, lançado para Nintendo 64 em 1997. Em Conker's Bad Fur Day & Conker: Live & Reloaded, a cabeça de Banjo pode ser vista, desencarnada, acima da lareira no menu principal. Além disso, a cabeça de Kazooie pode ser encontrada na ponta de um guarda-chuva na tela de seleção de capítulo para ambos os jogos. Em Grabbed by the Ghoulies, imagens dos personagens e níveis são vistas ao longo do jogo, junto com versões monstruosas das cabeças de Banjo e Kazooie montadas nas paredes. Banjo e Kazooie também aparecem como um piloto jogável na versão Xbox 360 de Sonic & Sega All-Stars Racing. A desenvolvedora Sumo Digital colaborou com a Rare para a inclusão do personagem, com a Rare dando à Sumo acesso à sua biblioteca de ativos, bem como projetando e modelando o veículo de Banjo e Kazooie no jogo. Várias skins de personagens baseadas na série estão disponíveis como conteúdo para download em várias versões do Minecraft.
Banjo e Kazooie também aparecem como um único lutador jogável por meio de conteúdo para download no jogo de luta crossover de 2018, Super Smash Bros. Ultimate. Phil Spencer, chefe da marca Xbox, afirmou que negociar a inclusão dos personagens foi um "acordo fácil de fazer" graças ao seu forte relacionamento de terceiros com a Nintendo. Os personagens foram lançados em 4 de setembro de 2019, junto com um palco baseado em arranjos musicais de Spiral Mountain e Banjo-Kazooie, incluindo um do compositor original Grant Kirkhope.

## Stop 'N' Swop

Menu Stop 'N' Swop com os seis ovos misteriosos coloridos e a chave de gelo

Stop 'N' Swop é um recurso do Banjo-Kazooie que deveria ser um meio de desbloquear conteúdo especial no Banjo-Tooie. Embora tenha sido mostrado em uma sequência final em Banjo-Kazooie, as evidências sugerem que nunca foi totalmente implementado devido às revisões do Nintendo 64 concluídas em 1999 que impediram o recurso de ser prático. O recurso foi amplamente divulgado por meio de uma coluna publicada pela Nintendo Power.  A Rare anunciou que áreas e itens especiais no jogo só poderiam ser alcançados completando certas tarefas em sua sequência, Banjo-Tooie. Mais tarde, foi descoberto que Banjo-Kazooie contém sete itens especiais que podem ser acessados usando longos códigos de trapaça no jogo ou usando um cartucho de trapaça, Uma vez coletados, esses itens poderiam ser visualizados em um menu intitulado "Stop 'N' Swop". Mesmo que o jogo seja reiniciado, todos os itens permanecerão permanentemente.

### História
Uma sequência final em Banjo-Kazooie, caso o jogador coletasse todos os 100 Jiggies do jogo, indicava que dois ovos coloridos no jogo seriam usados na sequência Banjo-Tooie. Havia também uma chave de gelo inacessível mostrada na sequência, o que induzia os jogadores a procurar uma maneira de obtê-la. Embora apenas dois ovos tenham sido mostrados na sequência, os hackers Alan "Ice Mario" Pierce e Mitchell "SubDrag" Kleiman, do fansite Rare Witch Project, descobriram códigos de trapaça no jogo para desbloquear um total de seis ovos diferentes e a chave de gelo. . Outras maneiras de obter os seis ovos e a chave foram descobertas anteriormente por meio do uso de um cartucho de trapaça. Uma vez adquiridos, esses itens seriam visíveis por todos os três arquivos do jogo e permaneceriam mesmo após apagar os arquivos.
Nos anos entre os dois jogos Banjo-Kazooie, os representantes da Rare foram questionados sobre "Stop 'N' Swop" e como ele seria implementado. Ken Lobb não estava disposto a discutir como a conexão seria feita entre os jogos.
Banjo-Tooie foi lançado em 2000 e ofereceu uma maneira de recuperar os itens sem a necessidade de adquirir Banjo-Kazooie. O jogador os alcançaria destruindo os Banjo-Kazooie Game Paks do jogo. Esses ovos poderiam então ser trazidos para Heggy, a galinha, para chocar. Havia três ovos no total (ou seja, os ovos rosa, amarelo e azul), um dos quais já estava com a galinha, mas que Kazooie teve que chocar sozinha. A chave de gelo, no entanto, deveria ser usada para obter um item trancado em um cofre de gelo, contendo um Mega Glowbo, que poderia transformar Kazooie em um dragão. Nenhuma explicação para "Stop 'N' Swop" foi revelada no jogo. A Nintendo divulgou um comunicado sobre o assunto expressando que o recurso "não foi implementado no jogo e, embora saibamos que existe um código que abre este menu, ele não faz nada. E por mais que eu gostaria de poder responder à sua pergunta sobre por que não foi implementado no jogo, essa não é uma informação à qual nosso Departamento de Atendimento ao Consumidor tenha acesso."
Em 2004, uma patente registrada pela Rare foi publicada, sugerindo que o Stop 'N' Swop envolvia a troca de cartuchos com o desligamento para transferir dados. A informação seria momentaneamente retida utilizando a memória Rambus no Nintendo 64. Como resultado das mudanças feitas nos sistemas Nintendo 64 produzidos em 1999, o sistema não podia mais fazer isso de forma eficaz.
Em fevereiro de 2004, o fansite Rare-Extreme foi convidado para fazer uma turnê pela Rare HQ, que foi a primeira turnê externa do estúdio desde a visita da Rarenet em 1999. Quando a administração da Rare foi questionada sobre o recurso Stop 'N' Swop em um HG Tour de 2004, eles apontaram que "nunca foi anunciado oficialmente como parte do jogo" e imediatamente solicitaram que a turnê "seguisse em frente".
Outra referência ao Stop 'N' Swop apareceu em 2005 no Banjo-Pilot. Depois de completar a maior parte do jogo, Cheato vende um item chamado "STOP 'N' SWOP" por 999 páginas de Cheato. O único resultado da compra é Cheato dizendo: "Então você quer saber sobre Stop 'N' Swop, hein? Espero que você esteja pronto. Aqui vai... Por que você não para de me irritar e troca este jogo por um bom livro ou algo assim?"
Em uma entrevista de 2007 com a Retro Gamer, os funcionários da Rare disseram aos repórteres da revista que eles podem ter que esperar até o lançamento de Banjo-Kazooie: Nuts & Bolts para que os detalhes de Stop 'N' Swop sejam revelados. Em março de 2008, um novo site apareceu com uma animação da chave de gelo girando, os ovos e as palavras "as respostas estão chegando". Em 1º de abril, no entanto, isso foi revelado como uma piada do Dia da Mentira criada pelo The Rare Witch Project.
Em 2008, a MTV conduziu uma entrevista com Salvatore Fileccia, engenheiro-chefe de software da Rare. Fileccia citou que o abandono de Stop 'N' Swop foi devido a revisões feitas nos circuitos do Nintendo 64. Ele afirmou que as versões mais antigas do sistema teriam dado ao jogador 10 segundos para trocar dados com sucesso entre os cartuchos, enquanto as iterações mais recentes do console reduziram esse tempo para um segundo.  Paul Machacek, um engenheiro de software da Rare, esclareceu que a Nintendo desligou Stop 'N' Swop antes do lançamento de Donkey Kong 64, antecipando as mudanças de circuito acima mencionadas, bem como temendo danos ao hardware (um medo que Machacek alegou ser infundado), embora o sistema "Swopping" nunca tenha sido totalmente removido de Kazooie. A Rare inicialmente não planejava implementar códigos de trapaça para acessar os itens, temendo que eles pudessem ser compartilhados com jogadores que não possuíam Tooie.
Na conferência de imprensa da Microsoft na E3 em 14 de julho de 2008, foi anunciado que o Banjo-Kazooie original seria disponibilizado através do Xbox Live Arcade (XBLA) e apresentaria conectividade Stop 'N' Swop com Nuts & Bolts para desbloquear novos recursos. Em Nuts & Bolts, a loja de Bottles também oferece um item "Stop 'N' Swop Truth" por 6000 notas musicais, mais do que é possível obter no jogo. Extrair as sequências de texto do jogo revela que quando Bottles recebe 6000 notas, ele responde "Eu poderia te dizer, mas então eu teria que te matar, e não poderíamos mostrar isso em um jogo com essa classificação. Tire isso da sua mente e tenha pensamentos felizes! Obrigado pelas notas!"
Em 27 de janeiro de 2009, a Rare anunciou que Banjo-Tooie seria lançado em abril pela XBLA e que o "plano original" para Stop 'N' Swop seria implementado. Foi revelado que os ovos e a chave na versão XBLA do Banjo-Kazooie desbloqueariam peças de veículos bônus em Nuts & Bolts, como dados de Pelúcia. Em Nuts & Bolts, há uma impressão da chave de gelo no topo do ginásio de Boggy e desenhos dos ovos em Showdown Town. Quando um item Stop 'N' Swop é coletado em Banjo-Kazooie, uma caixa correspondente aparece em cada sorteio. Banjo e Kazooie podem levá-los a Mumbo para obter as peças especiais do veículo. O nível Banjoland (um nível semelhante a um museu que contém vários artefatos dos dois primeiros jogos) também apresenta grandes ovos falsos de Stop 'N' Swop que contêm inimigos.
Na versão XBLA de Banjo-Tooie, os seis ovos e a chave de Banjo-Kazooie desbloqueiam os bônus incluídos na versão original do N64, bem como novos conteúdos relacionados ao Xbox 360. Usar os itens Stop 'N' Swop em Banjo-Tooie também desbloqueará sete projetos de veículos adicionais no conteúdo para download "L.O.G.'s Lost Challenges" para Nuts & Bolts. No lugar dos três ovos preexistentes estão os ovos de ouro, prata e bronze. As três conquistas de desbloqueio listadas em um submenu "Stop 'N' Swop II". Conquistas adicionais do Stop 'N' Swop II podem ser desbloqueadas completando objetivos específicos no jogo. Essas conquistas, no entanto, atualmente não servem para nenhuma funcionalidade no jogo ou entre jogos.
Em 2018, Paul Machacek esclareceu que Stop 'N' Swop não envolveria apenas os dois títulos Banjo-Kazooie, mas também outros títulos da Rare planejados para lançamento no Nintendo 64, incluindo Donkey Kong 64, Conker's Bad Fur Day e Blast Corps (este último foi inicialmente planejado para ser lançado após Banjo-Kazooie, pois estava programado para o Natal de 1997 antes de ser adiado).  Em uma entrevista de 2020 conduzida pela Rare Gamer, Machacek afirmou que os seis ovos incluídos na versão final de Kazooie deveriam corresponder a um título diferente da Rare, e que se um jogador pudesse transferir a Ice Key através de todos os jogos e de volta para Kazooie, algum tipo de "supercódigo" seria desbloqueado para uma final, grande bônus.

## Recepção
| Jogo                            | GameRankings               | Metacritic         |
| ------------------------------- | -------------------------- | ------------------ |
| Banjo-Kazooie                   | (N64) 92.38% (X360) 80.88% | (N64) 92 (X360) 77 |
| Banjo-Tooie                     | (N64) 91.31% (X360) 77.00% | (N64) 90 (X360) 73 |
| Banjo-Kazooie: Grunty's Revenge | (GBA) 72.70%               | (GBA) 72           |
| Banjo-Pilot                     | (GBA) 66.78%               | (GBA) 68           |
| Banjo-Kazooie: Nuts & Bolts     | (X360) 80.66%              | (X360) 79          |

Após o lançamento de Banjo-Kazooie em 1998, a série foi recebida com sucesso crítico e comercial. Sites como o Metacritic marcaram os dois jogos originais como Aclamações Universais. A versão original do Nintendo 64 vendeu três milhões e seiscentos e cinquenta mil cópias em todo o mundo.
O fato de Banjo-Kazooie ter recebido altas críticas dos críticos, juntamente com o fato de que vários recursos e mundos planejados foram descartados do jogo, levou a Rare a iniciar o desenvolvimento de uma sequência intitulada Banjo-Tooie, também para o Nintendo 64. Banjo-Tooie foi lançado em 20 de novembro de 2000 com críticas muito positivas e adota em grande parte a mecânica de jogo de seu antecessor. Após o lançamento, Banjo-Tooie foi aclamado pela crítica e vendeu mais de três milhões de cópias em todo o mundo.
Os títulos posteriores não foram recebidos com tantos elogios quanto os títulos do Nintendo 64. Banjo-Kazooie: Grunty's Revenge foi recebido com críticas mistas, assim como o título spinoff Banjo-Pilot. Banjo-Kazooie não receberia um título bem recebido até o lançamento de Banjo-Kazooie: Nuts & Bolts para o Xbox 360 em 2008, oito anos após o último jogo de console. Banjo-Kazooie: Nuts & Bolts recebeu críticas positivas desde o lançamento, de acordo com o Metacritic, mas muitos fãs obstinados de Banjo-Kazooie sentiram que ficaram decepcionados com o jogo apresentando um estilo de jogo muito separado dos jogos de console anteriores. Banjo-Kazooie: Nuts & Bolts vendeu 1,2 milhão de vendas na última contagem.
Os relançamentos de Banjo-Kazooie de 2008 e Banjo-Tooie de 2009 foram recebidos com mais críticas do que os lançamentos originais, com Banjo-Kazooie recebendo críticas positivas e Banjo-Tooie recebendo críticas mistas, ambos de acordo com o Metacritic.

## Successor espiritual
No início de 2015, um grupo de ex-funcionários da Rare que trabalharam em Banjo-Kazooie anunciou a formação de um novo estúdio chamado Playtonic Games, planejando um sucessor espiritual chamado Yooka-Laylee. O desenvolvedor inicialmente buscou financiamento para o jogo por meio da plataforma de crowdfunding Kickstarter; Sua meta inicial de financiamento de £ 175.000 foi alcançada em trinta e oito minutos, arrecadando mais de £ 2 milhões quando a campanha foi concluída. O jogo foi lançado para Microsoft Windows, MacOS, Linux, PlayStation 4, Xbox One e Nintendo Switch em 2017 com críticas mistas.

## Ligações Externas
- Donkey Kong 64 Conexão Stop 'n' Swop – inclui uma breve introdução ao Stop 'N' Swop
- Stop 'N' Swop: Uma explicação e retrospectiva – inclui um histórico detalhado das descobertas do Stop 'N' Swop
- Série do Banjo-Kazooie no MobyGames